# Regina Singer
Regina Singer es una deportista austríaca que compitió en taekwondo. Ganó cuatro medallas en el Campeonato Europeo de Taekwondo entre los años 1982 y 1988.

## Palmarés internacional
| Campeonato Europeo | Campeonato Europeo | Campeonato Europeo | Campeonato Europeo |
| Año                | Lugar              | Medalla            | Categoría          |
| ------------------ | ------------------ | ------------------ | ------------------ |
| 1982               | Roma (Italia)      | Medalla de bronce  | –48 kg             |
| 1984               | Stuttgart (RFA)    | Medalla de plata   | –48 kg             |
| 1986               | Seefeld (Austria)  | Medalla de bronce  | –47 kg             |
| 1988               | Ankara (Turquía)   | Medalla de bronce  | –47 kg             |